# Ferdinand Joseph von Dietrichstein

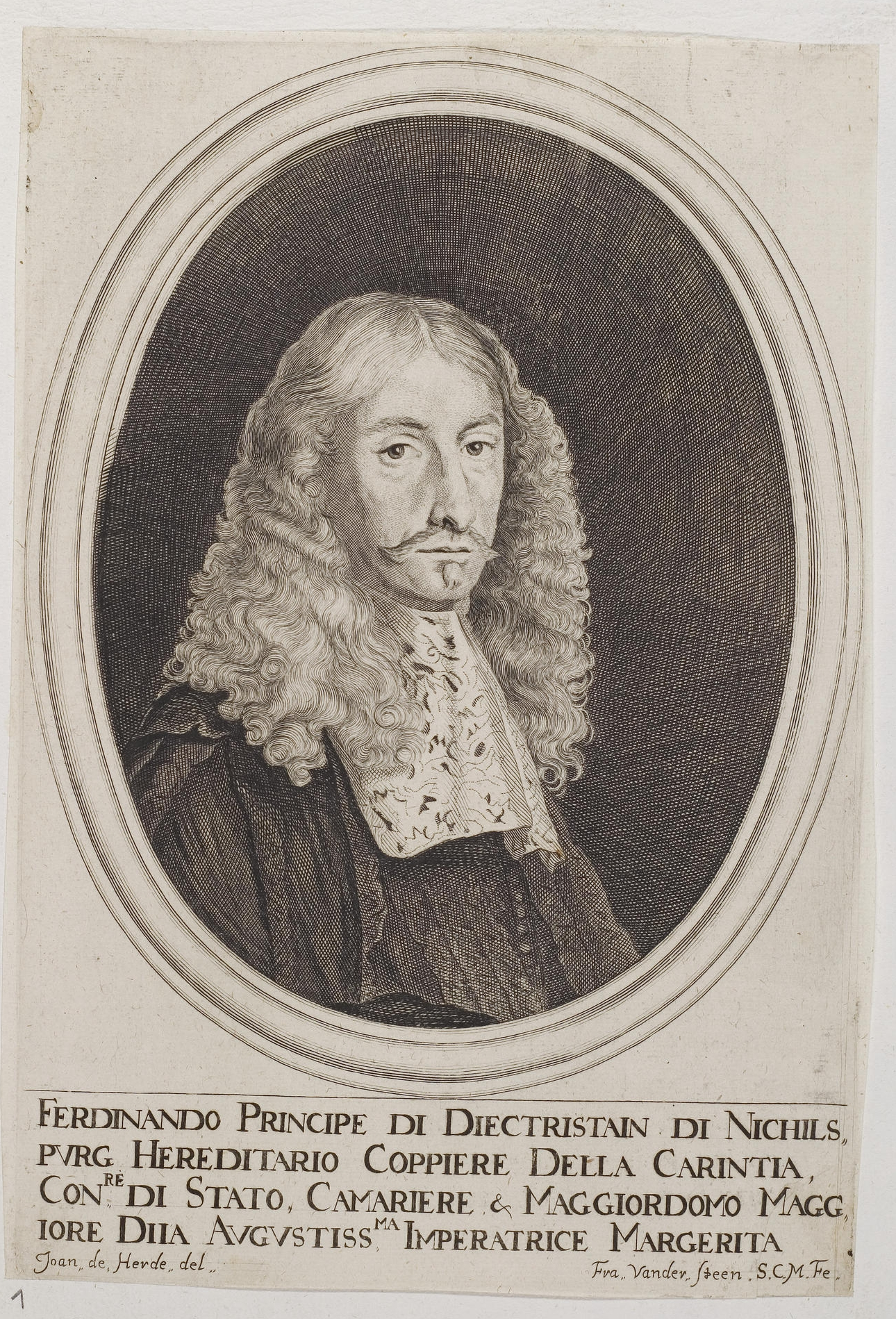
Ferdinand Joseph von Dietrichstein

Ferdinand Joseph 3. Fürst von Dietrichstein zu Nikolsburg, gefürsteter Graf von Tarasp, Freiherr von Hollenburg, Finkenstein und Thalberg (* 25. September 1636 in Baden bei Wien; † 28. November 1698 in Wien) war ein österreichischer Adeliger, Obersthofmeister, Konferenzminister und Geheimer Rat des Kaisers Leopold I. sowie Ritter des Ordens vom Goldenen Vlies.

## Herkunft
Ferdinand Joseph Fürst von Dietrichstein entstammte dem Zweig der österreichischen Adelsfamilie von Dietrichstein, deren Mitglieder dank langjähriger Verdienste für das Haus Habsburg 1514 in den Reichsfreiherrenstand, 1600 bzw. 1612 in den Reichsgrafenstand und 1624 nach dem Recht der Erstgeburt in den Reichsfürstenstand erhoben worden waren. Er selbst war der älteste überlebende Sohn von Maximilian von Dietrichstein, dem zweiten Reichsfürsten von Dietrichstein zu Nikolsburg (1596–1655), aus dessen erster Ehe (1618) mit Anna Maria Prinzessin von und zu Liechtenstein (1597–1640), der ältesten Tochter von Karl I. von Liechtenstein, dem ersten Reichsfürsten von Liechtenstein, Herzog von Troppau und Jägerndorf, der 1622 kaiserlicher Statthalter im Königreich Böhmen war und 1627 verstarb.

## Leben

### Erbe seines Vaters
Ferdinand folgte im Jahre 1655 auf seinen Vater als 3. Reichsfürst von Dietrichstein zu Nikolsburg und Herr der Herrschaften Nikolsburg, Polná, Kanitz heute Dolní Kounice, Leipnik (Lipník nad Bečvou), Weisskirch, Herr zu Nußdorf ob der Traisen – mit den Gütern Reichersdorf und Franzhausen. Er erbte später die Herrschaften Libochowitz, Budyn (Budyně nad Ohří), Patek (Pátek), Pomeisl (Nepomyšl) und Wällisch-Birken (Vlachovo Březí), sämtlich in Tschechien.

### Ämter
Wie seine Vorfahren stand auch er im Dienste des Hauses Österreich. Er übte die Hofämter seiner Familie als Oberst-Erblandmundschenk im Herzogtum Kärnten und als Erbland-Jägermeister im Herzogtum Steiermark aus, war k. k. Geheimer Rat und Kämmerer des Kaisers Leopold I.
Eine wichtige Aufgabe übernahm der Fürst von Dietrichstein nach der im Dezember 1666 erfolgten prunkvollen Vermählung des Kaisers mit Margarita Theresa von Spanien, Infantin von Spanien und Erzherzogin von Österreich, der Schwester des letzten spanischen Königs aus dem Haus Habsburg, Karl II., die zugleich Nichte und Cousine des Kaisers war. Er wurde von Leopold I. 1667 zum Obersthofmeister der damals erst 15-jährigen Kaiserin ernannt. Dies war eine große Ehre, zugleich aber keine leichte Aufgabe. Dies, da wegen der Unnahbarkeit ihres spanischen Gefolges am Wiener Hof zunehmend eine antispanische Gesinnung entstand, die Kaiserin unter wachsenden Druck stand, da sie trotz 6 Geburten in 6 Jahren keinen Thronfolger geboren hatte und ihre Gesundheit angegriffen war. Dietrichstein als ihr Vertrauter unterstützte und tröstete sie und musste dabei Höflingen entgegentreten, die ungeniert der Hoffnung Ausdruck gaben, die kränkliche Kaiserin möge bald sterben, um dem Kaiser den Weg zu einer neuen Ehe – und einem Thronfolger – frei zu machen. Tatsächlich starb die Kaiserin schon 1673, im Alter von nur 21 Jahren. Kaiser Leopold I. vermählte sich noch im gleichen Jahr mit seiner Cousine Claudia Felizitas von Österreich-Tirol, wobei Dietrichstein weiterhin Obersthofmeister der Kaiserin blieb.
Seit 1668 Mitglied des Ordens vom Goldenen Vlies als 474. Ritter seit der Gründung, wurde Dietrichstein im Jahre 1682 von Kaiser Leopold I. zu seinem Obersthofmeister – und damit zum Vorstand des kaiserlichen Hofstaates von rund 2000 Personen – und zum geheimen Konferenzminister ernannt. Damit konnte er einen nicht zu unterschätzenden Einfluss auf die Regierungspolitik ausüben. Dies, da er als Obersthofmeister in der Regel den Vorsitz sowohl des Geheimen Rates als auch den Vorsitz in der Geheimen Konferenz ausübte. Während sich der aus zahlreichen Mitgliedern bestehende Geheime Rat primär mit Fragen der Verwaltung, Steuern, Privilegien etc. beschäftigte, war die Geheime Konferenz ein von Kaiser Leopold I. geschaffener Ausschuss des Geheimen Rates, der aus wenigen (4 bis 12) Mitgliedern bestand. Diese Konferenz war das wichtigste außenpolitische Beratungsorgan, da sie für Fragen des kaiserlichen Hauses und der Außenpolitik – sowohl des Heiligen Römischen Reiches als auch der habsburgischen Länder – zuständig war. Zugleich war es Dietrichstein, der als Vorsitzender direkt dem Kaiser über das Ergebnis der Beratungen Bericht erstattete.
Er hatte damit aber keine leichte Aufgabe. Dies, da die Regierungspolitik Gegenstand ständiger Intrigen rivalisierender Hofparteien und der am streng katholischen Hof in Wien sehr einflussreichen geistlichen Berater war. Aber auch wegen der gespannten internationalen Lage: Schon ein Jahr nach seiner Ernennung, im Juli 1683 kam es zur Zweiten Türkenbelagerung Wiens unter Kara Mustafa Pascha, die nur dank der erfolgreichen Bemühungen um die Unterstützung des Reiches, des Königs Johann Sobieski von Polen und des Papstes Innozenz XI. abgewehrt werden konnte. Im Großen Türkenkrieg (1683–1699) konnte 1688 Belgrad erobert, ganz Ungarn befreit und durch den Sieg des Prinzen Eugen von Savoyen in der Schlacht bei Zenta die Grundlage für den Aufstieg Österreichs zur Großmacht gelegt werden. Auf politischer Ebene gelang es, den ungarischen Adel zur Aufgabe des seit dem Mittelalter praktizierten Widerstandsrechtes und, 1687 zur Zustimmung der Krönung des Kronprinzen, Erzherzog Joseph I. von Österreich zum König von Ungarn zu bewegen. Im Westen war hingegen König Ludwig XIV. von Frankreich erfolgreich: Er konnte 1681 die alte Reichsstadt Straßburg an sich zu bringen, 1688 das Rheinland besetzen und die Rheinpfalz verwüsten. Gegen Frankreich konnte ein Reichskrieg, der so genannte Pfälzische Krieg organisiert werden, der ohne eindeutige Erfolge in der Erschöpfung aller Kriegsparteien endete. Im Frieden von Rijswijk 1697 blieb eine Regelung des spanischen Erbes nach dem zu erwartenden Aussterben der dortigen Habsburger aus, aber Ludwig XIV. musste einige seiner Reunionen zurückgeben.

### Sitz und Stimme im Reichstag
Ein wichtiges persönliches Anliegen war für Dietrichstein die Erledigung der seit Jahrzehnten anhängigen Frage der Stellung seines Hauses als reichsunmittelbare Fürsten. Schon 1624 war sein Großonkel Franz Seraph von Dietrichstein, seit 1599 Kardinal, 1600 Fürstbischof und Herzog von Olmütz in den Reichsfürstenstand erhoben worden. Sein Vater, Fürst Maximilian, hatte 1629 nicht nur den Reichsfürstenstand, sondern am Reichstag zu Regensburg 1654 auch die Zulassung mit Sitz und Stimme erlangt. Dies allerdings nur vorläufig, unter der Voraussetzung des Erwerbes eines reichsunmittelbaren Territoriums.
In der Folge kam es jedoch mangels Erfüllung dieser Voraussetzung zu regelmäßigen Protesten der „Altfürsten“ auf dem Reichstag, sodass Dietrichstein von der Teilnahme am Reichstag praktisch ausgeschlossen war. Fürst Ferdinand gelang schließlich 1678 mit dem Erwerb der reichsunmittelbaren Herrschaft Tarasp in Graubünden, der entscheidende Schritt, da Kaiser Leopold I. sie in Anerkennung seiner Verdienste zur gefürsteten Reichsgrafschaft Tarasp erhob. (Tarasp war übrigens die letzte österreichische Enklave in der Schweiz, die erst 1803 mit dem Reichsdeputationshauptschluss an die Helvetische Republik fiel.) Da mit dem Erwerb dieses reichsunmittelbaren Territoriums die formelle Voraussetzung für die Zulassung zur Fürstenbank des Reichstages erfüllt war, konnte endlich die bereits 1654 vorgesehene Zulassung zum Reichstag vorgenommen werden. Die rechtliche Frage wurde durch den Reichsabschied des „Immerwährenden Reichstages“ zu Regensburg vom 29. Mai 1686 geregelt. Daraufhin wurde Dietrichstein durch den österreichischen Gesandten am 4. Oktober 1686 – diesmal endgültig – in das reichsfürstliche Kollegium (Reichsfürstenrat) eingeführt und ihm der Platz zwischen dem Fürsten von Salm und dem von Nassau-Hadamar eingeräumt.

### Münzrecht und Abbildungen
Das ihm verliehene Münzrecht übte er zumindest zweimal aus. Erhalten sind Prägungen von Talern mit der Jahreszahl 1695 und von Dukaten mit der Jahreszahl 1696. Dadurch gibt es auch zeitgenössische Darstellungen des Fürsten, da auf beiden Münzen auf der Vorderseite sein Brustbild mit großer Perücke, Spitzenhalskrause und dem Goldenen Vlies, mit der Umschrift „Ferd. S. R. I. Princeps a Dietrichstein“ (Ferdinand des Heiligen Römischen Reichs Fürst von Dietrichstein) und auf der Rückseite das mit der Kette des Ordens vom Goldenen Vlies geschmückte Wappen unter den Fürstenhut mit der Umschrift „In Nicolspurg et dominus in Trasp“ (In Nikolsburg und Herr von Trasp) zu sehen ist.

### Erweiterung des Besitzes
Dietrichstein zählte zu den reichsten Großgrundbesitzern in Österreich, verstand es jedoch sein Vermögen – und damit die Machtbasis seines Hauses – weiter zu vermehren. So erwarb er u. a. 1660 von den Erben des Grafen Tilly die Herrschaft Reichersdorf, 1675 das Gut Franzhausen und später Nussdorf an der Traisen, alle in Niederösterreich im Viertel ober dem Wiener Wald. 1678 trat ihm Kaiser Leopold I. die Herrschaft Tarasp pfandweise ab überließ sie ihm jedoch 1684 als Eigentum und übertrug ihm – als besondere Gnade – die Landeshoheit, und damit Tarasp als reichsunmittelbares Territorium.
Wirtschaftlich bedeutender war jedoch, dass ein entfernter Vetter aus der Hollenburgischen Linie, Gundaccar von Dietrichstein, kaiserlicher Minister und Gesandter, seit 1656 Reichsgraf und seit 1684 Reichsfürst von Dietrichstein, für ihn einen Fideikommiss einrichtete, den er 1690 erbte. Damit erwarb er zusätzlich die Herrschaften Libochowitz, Budyn (Budyně nad Ohří), Pátek, Pomeisl und Wällisch-Birken (Vlachovo Březí), sämtlich im heutigen Tschechien.

### Soziales Engagement
Dietrichstein nützte sein Vermögen aber auch für soziale und wohltätige Zwecke.
Bereits sein Vater, Fürst Maximilian, hatte als Universalerbe der 1654 verstorbenen Gräfin Johanna Franziska Magnis die Errichtung des Fräuleinstiftes Mariaschule in Brünn geplant. Der von ihm errichtete Fonds bestehend aus 60.000 Gulden, dem Gut Medlanko und dem Haus in Brünn erwiesen sich aber als nicht ausreichend, Ferdinand übertrug daher seine Herrschaft Mährisch-Neustadt (Uničov) der Stiftung, die daraufhin ins Leben trat. Demnach wurde 12 verwaisten Mädchen zwischen 12 und 20 Jahren, davon vier aus dem Herrenstand, vier aus dem Ritterstand und vier aus dem Bürgertum eine Ausbildung und eine Mitgift für die Eheschließung gegeben.
Fürst Dietrichstein gründete darüber hinaus auch Spitäler zu Nikolsburg und Libochowitz (Libochovice in Tschechien).

## Familie

### Ehe
Ferdinand Fürst von Dietrichstein vermählte sich in Graz am 7. Februar/26. September 1656 mit Maria Elisabeth Prinzessin von Eggenberg (* 26. September 1640; † 19. Mai 1715), der einzigen Tochter von Johann Anton 2. Reichsfürst von Eggenberg, Herzog von Krumau, 1647 gefürsteter Reichsgraf von Gradisca mit der Herrschaft Aquileja, Herr zu Adelsberg etc. († 1649) und der Anna Maria Markgräfin von Brandenburg-Bayreuth (1609–1680). Deren Vater war Christian Markgraf von Brandenburg zu Bayreuth († 1655) – ein Sohn des Kurfürsten Johann Georg von Brandenburg († 1598) und der Prinzessin Elisabeth von Anhalt-Zerbst. Deren Mutter war die Herzogin Marie von Preußen († 1649), die eine Enkelin der kaiserlichen Prinzessin Maria von Habsburg Erzherzogin von Österreich (Tochter von Kaiser Ferdinand I.) war.
Der Fürst von Dietrichstein, der bereits durch seine Geschwister mit Mitgliedern der ersten Familien der Habsburgermonarchie verschwägert war (u. a. Auersperg, Kaunitz, Liechtenstein, Lobkowitz, Montecuccoli, Trauttmansdorff) kam dadurch in Schwägerschaft nicht nur mit den Fürsten von Eggenberg und den Fürsten von Schwarzenberg, sondern darüber hinaus auch zur Schwägerschaft mit den großen Dynastien des Heiligen Römischen Reiches und selbst mit dem Kaiserhaus.

### Nachkommen
Aus dieser Ehe wurden 17 Kinder geboren, von denen jedoch nur folgende aufwuchsen:
- Leopold Ignaz 4. Reichsfürst von Dietrichstein zu Nikolsburg, gefürsteter Graf von Tarasp etc., (1698–1708), (* 18. April 1660; † 13. Juli 1708) ⚭ Maria Dorothea Christina Prinzessin von Salm († 29. Januar 1732), T. v. Karl Theodor Fürst von Salm (Aus dieser Ehe stammen zwei früh verstorbene Töchter)
- Erdmuthe Theresia (* 17. April 1652; † 15. März 1737) ⚭ 16. Februar 1681 Johann Adam I., regierender Fürst von Liechtenstein, Herzog von Troppau und Jägerndorf († 15. Juni 1712)
- Karl Joseph Reichsgraf von Dietrichstein (* 17. Juli 1663; † 29. September 1693) ⚭ 16. Mai 1690 Maria Elisabeth Gräfin von Herberstein († 27. November 1710)
- Walter Franz Xaver 5. Reichsfürst von Dietrichstein zu Nikolsburg, gefürsteter Graf von Tarasp etc. (1708–1738) (* 18. September 1664; † 3. November 1738) Stammvater der weiteren fürstlichen Linie.

⚭ 1.) 12. Juli 1687 Susanne Liboria Freiin von Zastrzizl-Prakschitzky
⚭ 2.) 30. August 1693 Karolina Maximiliana Gräfin von Proskau († 9. September 1734)
- Jakob Anton Reichsgraf von Dietrichstein zu Nikolsburg (* 24. Juli 1678; † 15. Mai 1721) k. k. Kämmerer und Reichshofrat, Herr der Minderstandesherrschaft Loslau in Oberschlesien (Polen), Herr der Herrschaft Nussdorf ob der Traisen und der Güter Reichersdorf und Franzhausen

⚭ 1.) 1709 Maria Charlotte Gräfin von Wolfsthal († 16. Januar 1714)
⚭ 2.) 23. Oktober 1715 Maria Franziska Sophia Gräfin von Starhemberg († 1. Dezember 1757)
Kind Jakob Antons aus erster Ehe:
- - Leopold Philipp Reichsgraf von Dietrichstein zu Nikolsburg (* 15. Januar 1711; † 1747) ⚭ 12. Mai 1728 Maria Theresia Gräfin von Althan (keine Kinder)

Kinder Jakob Antons aus zweiter Ehe:
- - Guidobald Joseph Reichsgraf von Dietrichstein zu Nikolsburg, Herr der Minderstandesherrschaft Loslau in Oberschlesien (Polen), Herr der Herrschaft Nussdorf ob der Traisen und der Güter Reichersdorf und Franzhausen (* 19. Dezember 1717; † 1773 ohne Kinder)

⚭ 1.) 4. November 1743 Marie Gabriele Gräfin Henckel von Donnersmarck († 22. August 1747)
⚭ 2.) 1749 Maria Anna Gräfin von Rottal, Erbin der Herrschaft Napagedl (Napajedla)
⚭ 3.) 1768 Maria Josefa Gräfin von Schrattenbach Freiin zu Heggenberg u. Osterwitz, k. k. Palastdame und Sternkreuzordensdame (* 5. Juni 1750; † 1. Oktober 1806)
Sie war eine Schwester von Vinzenz Joseph von Schrattenbach, 1762 Fürstbischof von Lavant, seit 27. November 1788 Reichsfürst, 1799 Bischof von Brünn († 18. Juni 1744 in Brünn)
Sie ⚭ 2.) Brünn 1774 Johann Josef Franz Reichsgraf Khevenhüller-Metsch zu Hochosterwitz († 1792 in Wien)
Sie ⚭ 3.) 1797 den Reichsfürsten Franz de Paula Gundaker von Colloredo-Mannsfeld, den letzten Reichsvizekanzler des Heiligen Römischen Reiches, Graf zu Limpurg-Sontheim-Gröningen, (Walsee) und Enns etc. († 1807)
- - Karolina (* posthum 17. Februar 1722; † 23. Juli 1790) ⚭ 2. Februar 1744 Leopold Anton Altgraf von Salm-Reifferscheid zu Hainsbach